# Hubbard, Ohio
Hubbard là một thành phố thuộc quận Trumbull, tiểu bang Ohio, Hoa Kỳ. Năm 2010, dân số của thành phố này là 7874 người.

## Dân số
- Dân số năm 2000: 8284 người.
- Dân số năm 2010: 7874 người.